# Rugendorf
Rugendorf är en kommun och ort i Landkreis Kulmbach i Regierungsbezirk Oberfranken i förbundslandet Bayern i Tyskland.
Kommunen ingår i kommunalförbundet Stadtsteinach tillsammans med staden Stadtsteinach.